# Солдатушки
«Солдату́шки» («Солдату́шки, бра́вы ребяту́шки», «Солдату́шки, бра́во, ребяту́шки») — русская народная строевая песня, широко известная в XIX — начале XX века; одна из самых популярных в XIX веке.
Песня отличается большим количеством вариантов (куплетов) и построена по принципу «призыв-отклик»; в качестве призывов используются родственные связи, в качестве откликов — различные военные или идеологические термины, реже бытовые символы. В качестве запева вместо «бравы ребятушки» может использоваться рефрен «дру́ги дорогие».
Первоначально это была нерифмованная народная песня, под названием «В чистом поле стояло тут дерево». После указа «О рекрутской повинности» (действовал в 1705—1874 годах) текст и ритм песни претерпел значительные изменения. Песня создает образно-языковую картину мира солдатской военной жизни XVIII — начала XX веков.
В Германии известна песня «Platoff preisen wir den Helden» («Платова славим героя»), которая сильно напоминает песню «Солдатушки». Вероятно песня пришла с русскими белоэмигрантами, и была заимствована немецкой песенной культурой. В немецком издании она названа казачьей донской. В XX веке в Германии песня «Солдатушки» звучала довольно часто, в том числе в исполнении «Донского казачьего хора им. Платова» под руководством С. А. Жарова и «Донского казачьего хора им. атамана Каледина». Генерал Платов – постоянный персонаж русского казачьего фольклора и песни и нём.

## Примеры куплетов
Солдатушки, бравы ребятушки,

А кто ваш родимый?

Наш родимый, Царь непобедимый,

Вот кто наш родимый.
Солдатушки, бравы ребятушки,

Есть у вас родная?

Есть родная, мать нам дорогая,

Наша Русь святая.
Солдатушки, бравы ребятушки,

Где же ваша слава?

Наша слава — Русская держава,

Вот где наша слава.
Солдатушки, бравы ребятушки,

Где же ваши деды?

Наши деды — славные победы,

Вот где наши деды.
Солдатушки, бравы ребятушки,

Где же ваши о́тцы?

Наши отцы — храбры полководцы,

Вот где наши отцы.
Солдатушки, бравы ребятушки,

Где же ваши матки?

Наши матки — белые палатки,

Вот где наши матки.
Солдатушки, бравы ребятушки,

Где же ваши жёны?

Наши жёны — ружья заряжёны,

Вот где наши жёны.
Солдатушки, бравы ребятушки,

Где же ваши братцы?

Наши братцы — за плечами ранцы,

Вот где наши братцы.
Солдатушки, бравы ребятушки,

Где же ваши сёстры?

Наши сестры — пики, сабли востры,

Вот где наши сёстры.
Солдатушки, бравы ребятушки,

Где же ваши дети?

Наши дети — пушки на лафете,

Вот где наши дети.
Солдатушки, бравы ребятушки,

Где же ваши детки?

Наши детки — пули, ядра метки,

Вот где наши детки.
Солдатушки, бравы ребятушки,

Где же ваша хата?

Наша хата — лагерь супостата,

Вот где наша хата.
Солдатушки, бравы ребятушки,

Где же ваши тётки?

Наши тётки — две косушки водки,

Вот где наши тётки.
Солдатушки, бравы ребятушки,

Где же ваша сила?

Нашу силу на груди носили —

Крест — вот наша сила.

## Варианты

### Суворовский вариант
В Ленинградской области существовал так называемый «суворовский вариант»

Солдатушки-ребятушки,
Петух кукуреку.

Мы в мушкетик пулю в дуло

Да забили крепенько.

Солдатушки-ребятушки,
Сам Суворов с нами.— Продолжение см.здесь

## Использование
- Строки «Солдатушки, бравы ребятушки, / Где же ваша слава?» были использованы художником Валентином Серовым как название для рисунка, опубликованного в 1905 году в сатирическом журнале «Жупел»
- В советском художественном телефильме «Хождение по мукам»[13]
- В советском художественном телефильме «О бедном гусаре замолвите слово» герой Георгия Буркова напевает её (почти в начале 2-й серии, сидя за вожжами)
- В советском мультфильме «Смех и горе у Бела моря» песня звучит из репродуктора, который Перепелиха ломает своим криком, а также поётся мужем Перепилихи с товарищем.